# Sokol Mziu
Sokol Mziu (sinh 21 tháng 7 năm 1987 ở Kukës) là một cầu thủ bóng đá Albania thi đấu cho KS Kastrioti ở Giải bóng đá hạng nhất quốc gia Albania.